# Húsares de Núñez

Capitán Húsares de Núñez

El escuadrón de Húsares de Núñez, Tercer Escuadrón de Húsares Voluntarios Urbanos o Húsares Infernales de Núñez, fue un cuerpo de milicias criollas voluntarias de caballería creado en la campiña de Buenos Aires durante las Invasiones Inglesas de 1806-1807 al Virreinato del Río de la Plata. Su jefe fue el teniente coronel Pedro Ramón Núñez.

## Voluntarios de Pueyrredón
Producida la invasión británica al Río de la Plata en 1806 y tras la ocupación de la ciudad de Buenos Aires, muchos de los voluntarios se negaron a aceptar la rendición y se ocultaron en las quintas y en los campos, mientras en la ciudad se organizaban algunos focos de resistencia.

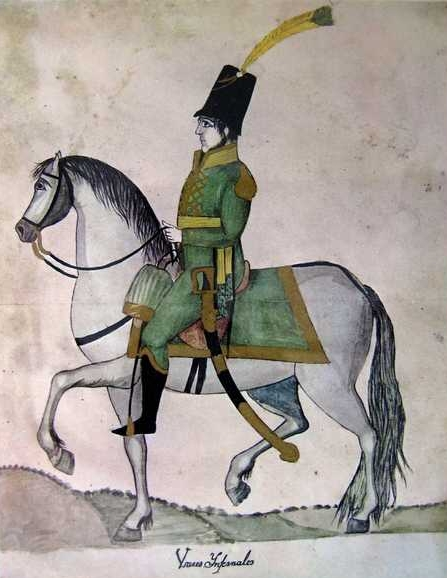
Húsares de Núñez.

El virrey Rafael de Sobremonte se retiró al interior del virreinato para levantar un ejército en la intendencia de Córdoba del Tucumán convocando tropas del interior del Virreinato, mientras que Santiago de Liniers pasaba a Montevideo y de acuerdo con el gobernador Pascual Ruiz Huidobro organizaba un segundo ejército en esa ciudad. En Buenos Aires, algunos vecinos preparaban planes de sabotaje contra el invasor y en la campaña Juan Martín de Pueyrredón se dispuso a organizar y equipar una fuerza de caballería miliciana que debía servir de auxilio a la reconquista. El 17 de julio de 1806 Pueyrredón desembarcó en San Isidro e inició su misión de sublevar a la campaña. 
Se fijó a la Villa de Luján como el punto de reunión de los voluntarios reunidos por Pueyrredón con los Blandengues de la Frontera. Pueyrredón asistía a los milicianos con sus propios recursos y con los suministrados por el asturiano Diego Álvarez Barragaña, cubriendo los jornales de 4 y medio reales con que se los compensaba por el trabajo perdido. Estos voluntarios, junto a unos 300 milicianos reglados del Batallón de Voluntarios de Infantería de Milicias de Buenos Aires y a las tropas veteranas del Cuerpo de Blandengues, conformaron una fuerza de entre 650 y 800 hombres, en su mayoría montados, que fueron dispersados por los británicos en el combate de Perdriel el 1 de agosto de 1806. Pero 200 de ellos lograron reunirse en San Isidro con la columna de Liniers procedente de Montevideo y participaron de la reconquista de Buenos Aires, ocurrida el 12 de agosto de 1806. Este grupo de voluntarios, los Voluntarios de Pueyrredón, tuvo una destacada actuación, principalmente en el ataque a la Plaza Mayor y fue el primer escuadrón en organizarse al finalizar la reconquista.

## Húsares de Núñez
Pedro Ramón Núñez era un vecino de Buenos Aires y un amigo de Pueyrredón que apoyó sus acciones de resistencia contra las fuerzas británicas en 1806. Tras la dispersión de voluntarios debida al combate de Perdriel, Núñez permaneció en la campaña y al producirse el desembarco en Las Conchas del ejército de la reconquista comandado por Liniers, Núñez se unió a él.
Liniers destacó en el parte de guerra que durante el avance sobre la ciudad:

(...) los vecinos de Buenos Aires D.Juan Martin Pueyrredón ya distinguido por un acto de valor pocos días ántes de mi llegada en que quitó un carro de municiones defendido por un cuerpo de 500 hombres, D. Manuel de Arroyo, D. José Gabriel de la Oyuela, D. Pedro Núñez, D. Lucas Vivas y D. Tomás Castillón, su segundo, á la cabeza de verdaderos patricios me han hecho los servicios más distinguidos como caballería lijera rondando las noches enteras alrededor de mis campamentos y avisándome con la mayor exactitud de todos los movimientos de los enemigos no perdonando para este fin desvelo fatiga ni riesgo.

El cabildo abierto del 14 de agosto de 1806 otorgó el mando militar a Liniers y el político al regente de la Real Audiencia de Buenos Aires Lucas Muñoz y Cubero, y dispuso organizar cuerpos de milicias para defender a Buenos Aires de una previsible nueva invasión.
Pueyrredón tuvo a su cargo la organización de las fuerzas de caballería, formándose un cuerpo de tres escuadrones de húsares, el primero bajo su mando directo y los restantes bajo las órdenes del ahora teniente coronel Lucas Vivas y de Pedro Ramón Núñez. 
Al mando de Núñez se formó así el Tercer Escuadrón de Húsares Voluntarios Urbanos. Se conformó inicialmente con 164 voluntarios en 4 compañías. En el listado de fuerzas emitido por Liniers en octubre de 1806 figura con 181 hombres, en 4 compañías. Sus banderas fueron bendecidas el 1 de noviembre en la Catedral de Buenos Aires. Su traje consistía en dormán y pantalón verdes, faja, cordones, alamares y vueltas amarillas. El morrión de fieltro era negro con cordones amarillos y una pluma amarilla con punta verde.
En los oficios del 4 y 10 de septiembre de 1806, elevados por Liniers al virrey Sobremonte y al ministro Manuel Godoy, informa ya la formación del cuerpo de Húsares por el Rey y por la Patria Voluntarios: Tengo coordinados tres escuadrones de voluntarios cuyos individuos han servido a todos en la Reconquista quienes de por sí se obligan a uniformarse y a mantener caballos a pesebres; cada escuadrón debe componerse de ciento y veinte jinetes, armados solo de sable y pistola, vestidos a la Húsara, por lo que se lo considera el primer cuerpo de voluntarios creado para luchar contra los invasores.
Según lo dispuesto por la junta de guerra del 2 de marzo de 1807, los escuadrones de húsares se elevaron a 203 hombres, organizados en 4 compañías y se dispuso su acuartelamiento ante la ocupación de Montevideo por las fuerzas británicas. 
Sólo la tropa de línea recibía sueldo, los voluntarios solo percibían alguna remuneración cuando se acuartelaban o salían de campaña. El escuadrón se costeó sus propios uniformes, a lo que ayudó el hecho de que estaba compuesto en buena medida de jóvenes de buena posición económica. El uniforme constaba de chaqueta azul con alamares, cuello y botamangas, calzón y chaleco blancos y faja encarnada. Por cubrecabeza llevaban una gorra o chacó con guarnición, escarapela encarnada y penacho blanco. Los húsares llevaban en el ojal una cinta azul y blanca, primer cuerpo en usar esos colores que se devendrían años después en los de la Bandera de Argentina, cintas como las recibidas en Luján en 1806. No existe documentación fehaciente sobre las enseñas o estandartes o cualquier otra bandera, guion o banderín usado por los Húsares de Núñez.
A los Infernales de Núñez se les encomendó como primera misión el traslado de los prisioneros británicos de la Reconquista al interior del virreinato, entre ellos Beresford, quien dijo a Núñez: Lo felicito, Coronel: tienen ustedes la mejor caballería del mundo.
Al producirse la segunda invasión inglesa al Río de la Plata, esta vez iniciada con la ocupación de la Banda Oriental, el coronel Francisco Javier de Elío atacó Colonia del Sacramento el 22 de abril de 1807, siendo rechazado por las fuerzas del coronel Dennis Pack. El 20 de mayo Liniers envió a Francisco Javier de Elío el tercer escuadrón de Húsares como refuerzo pero el 7 de junio fue vencido por Pack en el combate de San Pedro, tras lo que el tercero regresó a Buenos Aires.
Al producirse el ataque inglés, las milicias voluntarias constituyeron la fuerza principal de la defensa de la ciudad y tras un revés inicial en el combate de Miserere forzaron a capitular al fuerte ejército británico al mando de John Whitelocke y evacuar las posiciones ocupadas en la Banda Oriental. 
Cuando los británicos desembarcaron en la Ensenada de Barragán en 1807 la 3.º Compañía al mando del capitán Vicente Lima y los tenientes Alejandro Lima e Hilario Ramallo (con 50 hombres) fue enviada a recoger ganado a Magdalena en previsión de un asedio a la ciudad de Buenos Aires, encontrándose con la vanguardia británica. El general Lewison Gower informó:

Aparecieron en el frente adelantado de rifleros cinco oficiales españoles igualmente uniformados, lo que me inclina a suponer que tengo una fuerza a mi frente.

Esto hizo que el avance británico hacia Quilmes se detuviera. El parte del capitán Lima indica:

Se encaminaron hacia donde estábamos nosotros como de facto marchó todo el ejército enemigo, y luego que se aproximara nos emboscamos detrás de las casas y les tiramos varios tiros de fusil de cuyas resultas hicieron formar en batalla una columna de más de cien hombres que venian por delante, apresurando su marcha los que venían más atras para incorporarse; seguimos burlándonos con tiros y gritos. Llegaron al paraje donde habíamos estado, hicieron alto y pasaron la noche sin más novedad, habiéndonos retirado a corta distancia a esperar el dia siguiente.

Los húsares continuaron hostilizando a la columna británica, siendo la primera unidad criolla de las creadas por Liniers en Buenos Aires en entrar en combate. En acción tuvieron 3 muertos y 4 heridos. 
Derrotados los invasores británicos, una junta de guerra efectuada el 23 de julio de 1807 decidió que finalizado ese mes solo permanecerían a sueldo el regimiento de Patricios y el primer escuadrón Húsares de Pueyrredón. Los demás cuerpos seguirían organizados pero sin goce de sueldo, como lo estaban antes de febrero de 1807.
El 13 de enero de 1809 la Junta Suprema de Sevilla dispuso en nombre del rey premiar a los oficiales de los distintos cuerpos milicianos de Buenos Aires reconociendo los grados militares que se les había otorgado.

## Disolución
Reemplazado Liniers, la junta de guerra del 11 de septiembre de 1809 presidida por el nuevo virrey Baltasar Hidalgo de Cisneros, reorganizó las fuerzas voluntarias de la ciudad de Buenos Aires, disolviendo a los escuadrones segundo y tercero de húsares.

Artículo 7°: Con la tropa de los Cuerpos de Carlos IV, Cazadores, 2° y 3° escuadrón de Húsares, el de Migueletes y el de Castas de Artillería se completarán los demás que quedan al servicio; y como el número de aquellos debe considerarse excedente al que éstos necesitan, podrán concederse algunas bajas a los individuos que únicamente se consideren que por sus oficios hagan falta para las atenciones de ellos en el pueblo.